# Bernardo Rosengurtt

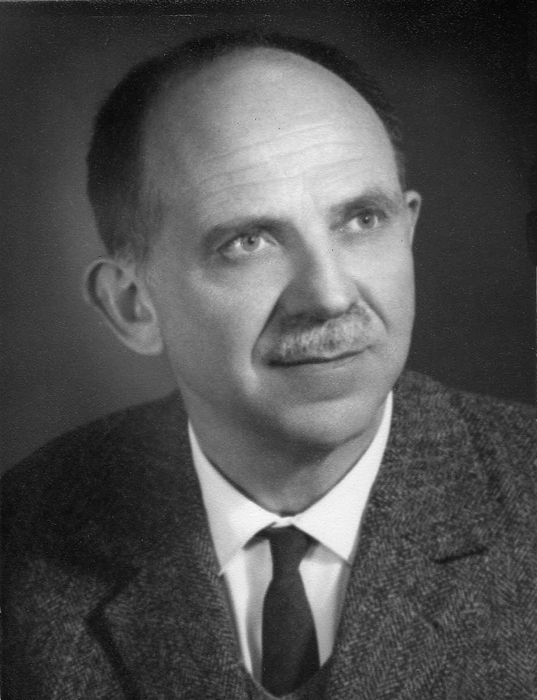
Bernardo Rosengurtt, 1975

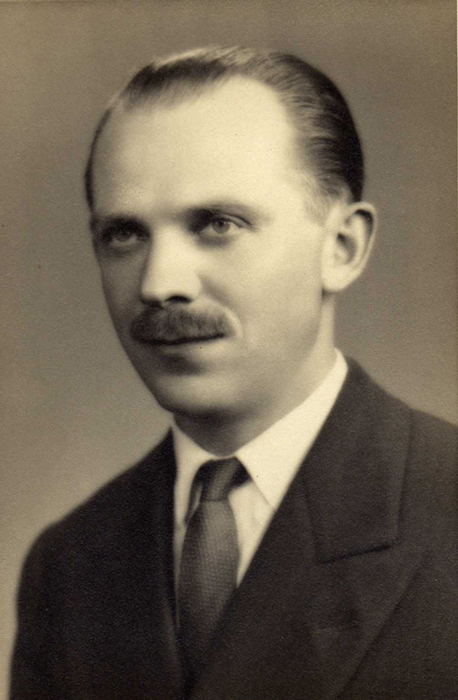
Bernardo Rosengurtt, 1947

Bernardo Rosengurtt Gurvich (* 1916; † 1985) war ein uruguayischer Botaniker.
Sein botanisch-mykologisches Autorenkürzel lautet „Roseng.“
Rosengurtt lehrte als Professor an der landwirtschaftswissenschaftlichen Fakultät der Universidad de la República (UdelaR), deren Dekan er später auch war. Er befasste sich mit der Erforschung natürlicher Wiesen und erstellte eine Gräser-Taxonomie. Zu seinen Veröffentlichungen zählt das 1970 erschienene Gramíneas uruguayas. Nach Rosengurtt ist das Herbarium MFVA der landwirtschaftswissenschaftlichen Fakultät benannt, welches das größte seiner Art in Uruguay hinsichtlich einheimischer Gefäßpflanzen ist. Mit der Estación Experimental Profesor Bernardo Rosengurtt in Bañado de Medina ist eine Versuchsstation der landwirtschaftswissenschaftlichen Fakultät der UdelaR nach ihm benannt.